# Recuperatore Cowper

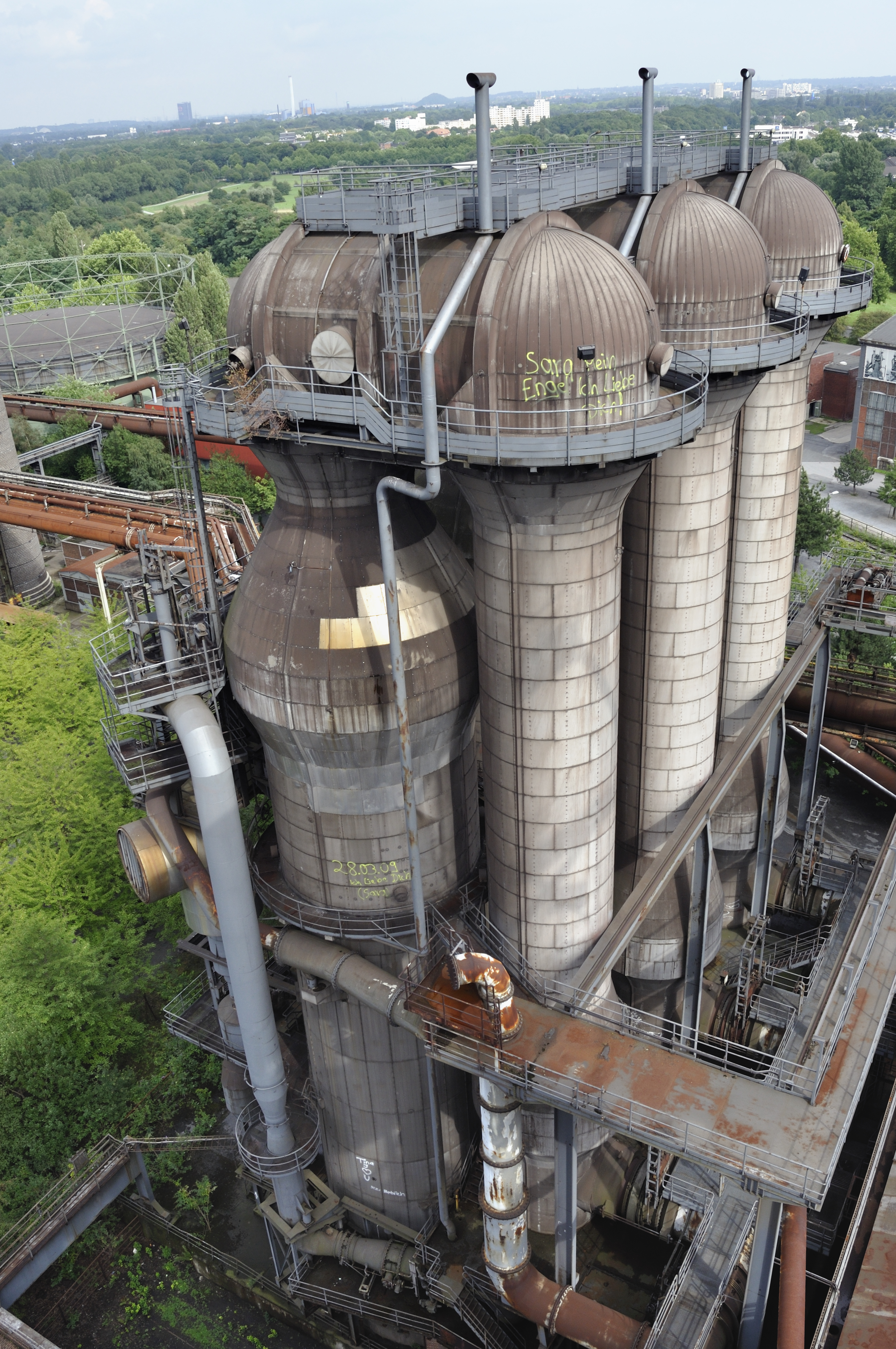
Recuperatori Cowper

Un recuperatore Cowper (o torre di Cowper o rigeneratore Cowper) è un particolare tipo di scambiatore di calore rigenerativo.
È stato ideato dall'ingegnere britannico Edward Alfred Cowper (1819 - 1893).

## Descrizione e funzionamento
Si presentano come delle torri cilindriche riempite di speciali refrattari con la massima superficie di contatto ai gas in transito, rivestite esternamente di lamiera, alte più di venti metri e larghe più di cinque, chiuse superiormente da una cupola semisferica e chiusi inferiormente da un basamento in calcestruzzo.
Tali apparecchiature permettono di recuperare una parte (circa il 35%) dell'energia termica residua del gas in uscita dall'altoforno (il cosiddetto "gas povero"), con potere calorifico di 900 kcal/kg.
Tale gas è addizionato con aria soffiata da un ventilatore e viene bruciato per riscaldare l'impilaggio di mattoni refrattari all'interno del recuperatore, che nel loro insieme hanno un'elevata area superficiale e quindi un elevato coefficiente di scambio termico.
Ottenuta la temperatura voluta, il ciclo viene invertito e l'impilaggio serve quindi per il riscaldamento dell'aria da insufflare nell'altoforno stesso.
I recuperatori si usano almeno a gruppi di tre, in quanto la fase di riscaldamento dura 60 minuti e la fase di raffreddamento 20 minuti; avvicendando le tre torri si può avere un riscaldamento costante dell'aria.

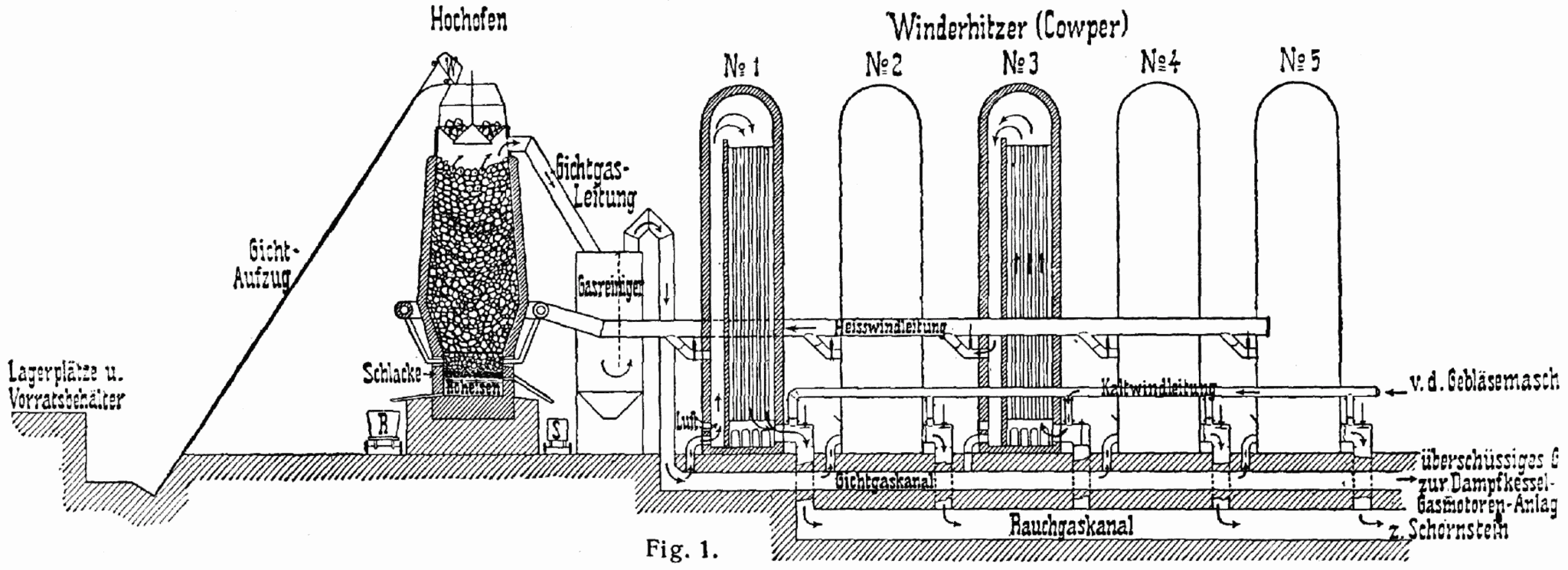
Rappresentazione d cinque scambiatori Cowper di tipo rigenerativo.